# FK Sloga Trn
Fudbalski klub Sloga (FK Sloga; Sloga; Sloga Trn; Sloga Trn Laktaši, srpski ФК Слога) je nogometni klub iz Trna, Laktaši, Republika Srpska, Bosna i Hercegovina. 
 
U sezoni 2018./19. klub se natječe u "Drugoj ligi RS – Zapad", ligi trećeg stupnja nogometnog prvenstva Bosne i Hercegovine.

## O klubu
Klub je osnovan 1938. godine. Za vrijeme socjslističke Jugoslavije klub se natjecao u raznim nižim ligama, a 1980.-ih pretežno u "Grupnoj ligi Lijevča". 
 
Za vrijeme rata u BiH i do kraja 1990.-ih, "Sloga" je bila jedan od vodećih klubova u Republici Srpskoj, s osvojenim kupom i drugim mjestom u prvenstvu. 
 
U 2000.-im klub nastupa pretežno u Prvoj ligi RS i Drugoj ligi RS. 
 
Klub koristi plave i bijele dresove.

## Uspjesi
- 1. liga RS 
  - doprvak: 1996./97.
- 1. liga RS – Zapad 
  - prvak: 1996./97.
- Druga liga RS – Zapad
  - prvak: 2004./05., 2008./09.
- Kup Republike Srpske 
  - pobjednik: 1996./97.
  - finalist: 1998./99.

## Unutrašnje poveznice
- Trn

## Vanjske poveznice
- FK ,,Sloga" TRN, facebook stranica
- FK Sloga Trn, sportsport.ba
- Sloga Trn, sportdc.net
- Sloga Trn, srbijasport.net
- Sloga Trn, foot.dk  Arhivirana inačica izvorne stranice od 18. siječnja 2021. (Wayback Machine)
- Sloga Trn u 1. ligi RS, foot.dk  Arhivirana inačica izvorne stranice od 18. siječnja 2021. (Wayback Machine)
- FK Sloga Trn Laktaši, globalsportsarchive.com
- mondo.ba, Igrači Sloge stupili u štrajk, klub pred gašenjem, objavljeno 10. listopada 2018.